# Izačić
Izačić är en ort i Bosnien och Hercegovina.   Den ligger i entiteten Federationen Bosnien och Hercegovina, i den västra delen av landet, 230 km nordväst om huvudstaden Sarajevo. Izačić ligger 329 meter över havet och antalet invånare är 4 089.
Terrängen runt Izačić är varierad. Runt Izačić är det ganska tätbefolkat, med 93 invånare per kvadratkilometer.. Närmaste större samhälle är Bihać, 9,5 km sydost om Izačić. 
Omgivningarna runt Izačić är en mosaik av jordbruksmark och naturlig växtlighet.